# Lupinus reineckianus
Lupinus reineckianus är en ärtväxtart som beskrevs av Charles Piper Smith. Lupinus reineckianus ingår i släktet lupiner, och familjen ärtväxter. Inga underarter finns listade i Catalogue of Life.